# Black Butterfly (Dana Dawson)
Black Butterfly è il secondo album della cantante dance statunitense Dana Dawson, pubblicato nel 1996 dall'etichetta discografica EMI.
Il disco è stato promosso dai singoli 3 Is Family, Got to Give Me Love, Show Me e How I Wanna Be Loved, tutti di discreto successo in Regno Unito.

## Tracce
CD (EMI 838313-2 [uk])
1. Interlude "Black Butterfly" – 0:39
2. 3 Is Family – 3:40 (Billy Mann)
3. Got to Give Me Love – 4:12
4. Show Me – 3:49
5. Degnified – 5:37
6. Interlude "Visions" – 0:54
7. You Are My Baby – 5:23
8. So Good Together – 4:13
9. How I Wanna Be Loved – 3:46
10. All of These Things – 4:13
11. Nothing in This World – 4:58
12. Interlude "Love Me" – 0:43
13. Baby Do Right by Me – 4:00
14. Stop Yourself – 4:15
15. Intentions – 4:00
16. Touch Me – 4:52
17. Interlude "Proverbs" – 0:42
18. Sad Sad Songs – 4:37
19. Interlude "Home" – 0:16
20. Salvation – 5:53
21. Interlude "Angel" – 0:14

Durata totale: 70:56